# Eliyahou Kitov
Avraham Eliyahou Mokotow, dit Eliyahou Kitov est un rabbin et éducateur haredi du XXe siècle (Varsovie, 22 mars 1912 - Jérusalem, 7 février 1976).
Né dans une famille hassidique, son œuvre est consacrée à l’amélioration des conditions de vie de la communauté haredite en Israël. Elle a cependant connu un écho significatif dans les communautés diasporiques.

## Éléments biographiques
Eliyahou Kitov est né le 22 mars 1912 à Varsovie, en Pologne. Il fait partie d'une famille de dix enfants. Il est le fils de Michel Mokotow (1871-) et de Rachel Samburski.
Il passe sa jeunesse à Opole Lubelskie (une des villes de la voïvodie de Lublin), et reçoit son éducation juive principalement de son père, un hassid.
Il retourne vivre à Varsovie lorsqu'il atteint ses 17 ans, en 1929. Il travaille pour l'Agoudat Israël de Pologne. II donne des cours de Talmud, de Tanach et de pensée juive.
Il immigre en Israël, à l'âge de 36 ans, en 1936, avant la fondation de l'État.

## Ouvrages
- Chassidim v'Anshei Ma'aseh. 5 volumes d'histoires hassidiques. 1956-1957, 1966.
- Ish U'Veito. [La demeure juive]. 1957[1].
- Sefer HaToda'ah. [Livre de notre Héritage][2].
- Sefer HaParshiyot. [Commentaires sur la Torah]. 1961-1976.